# Aéroport de Macas
L'aéroport Edmundo Carvajal  (espagnol : Aeropuerto "Coronel Edmundo Carvajal") (code IATA : XMS • code OACI : SEMC), aussi connu comme aéroport de Macas, est un aéroport desservant Macas, une ville dans la province de Morona-Santiago en Équateur. L'aéroport a son nom en l'honneur d'Edmundo Carvajal Flores, ancien commandant en chef de la Force aérienne équatorienne (Fuerza Aérea Ecuatoriana).

## Situation
| \| 100 km1:8 036 000 \|Seymour San Cristóbal Cuenca Esmeraldas Guayaquil Latacunga-Cotopaxi Manta Salinas Machala/Santa Rosa Tulcán Quito Coca Lago Agrio Loja Macas |
| 100 km1:8 036 000 |